# Саксан (посёлок)
Саксан — посёлок в Коркинском районе Челябинской области. Входит в состав Первомайского городского поселения.

## География
Посёлок расположен на берегу одноимённого озера. Ближайший населённый пункт: деревня Шумаки.

## Население
| 2002 | 2010 |
| ---- | ---- |
| 95   | ↗125 |

По данным Всероссийской переписи, в 2010 году численность населения посёлка составляла 125 человек (56 мужчин и 69 женщин).

## Улицы
Уличная сеть посёлка состоит из 3 улиц и 1 переулка.

## Транспорт
В посёлке расположен одноимённый остановочный пункт.